# Asterina phoebes
Asterina phoebes är en svampart som beskrevs av Syd. 1927. Asterina phoebes ingår i släktet Asterina och familjen Asterinaceae.   Inga underarter finns listade i Catalogue of Life.